# Muricea aspera
Muricea aspera is een zachte koraalsoort uit de familie Plexauridae. De koraalsoort komt uit het geslacht Muricea. Muricea aspera werd in 1869 voor het eerst wetenschappelijk beschreven door Verrill. 